# Zaveti Ilitxà
Zaveti Ilitxà o Zaveti Illitxà - Заветы Ильича (rus) és un khútor del krai de Krasnodar, a Rússia. És a 14 km al sud-oest de Kusxóvskaia i a 164 km al nord de Krasnodar.
Pertany al possiólok de Pervomaiski.